# Wismar (Guyana)
Wismar est un village du Guyana situé dans la région du Haut-Demerara-Berbice.

## Histoire
Le 26 mai 1964, la communauté indienne de Wismar est prise pour cible par des Afro-Guyaniens : au moins deux hommes sont tués, six femmes sont violées et des centaines de personnes blessées. Dans le même temps, des centaines de maisons sont brûlées,,